# Dom Lemke
Dom Lemke, Dom Miesa van der Rohe (niem. Haus Lemke, Mies van der Rohe Haus) – willa w Berlinie w dzielnicy Alt-Hohenschönhausen nad jeziorem Obersee wzniesiona w latach 1932–1933 według projektu Ludwiga Miesa van der Rohego, zabytek architektury. 

## Historia
Budynek wzniesiono w latach 1932–1933 w dzielnicy Alt-Hohenschönhausen nad jeziorem Obersee według projektu Ludwiga Miesa van der Rohego. Był to ostatni budynek zaprojektowany w Niemczech przez tegoż architekta przed jego emigracją do Stanów Zjednoczonych. Dom zamówiło małżeństwo przemysłowców, Martha i Karl Lemke, którzy kupili podwójną działkę na budowę w 1930 roku. Oczekiwali oszczędnego rozwiązania – koszt budowy wyniósł 16000 marek niemieckich (w przybliżeniu 61 000 współczesnych euro). Architekt i Lilly Reich zaprojektowali również wyposażenie domu: kredensy, krzesła, fotele i łóżka. Wszystkie meble wykonano z drewna (obecnie znajdują się one w zbiorach Kunstgewerbemuseum). Ogród zaprojektowało biuro Karla Foerstera.
Inwestorzy mieszkali w domu przez 12 lat, do 1945 roku, kiedy to budynek został zarekwirowany przez Armię Czerwoną, która używała go jako magazynu i garażu motocyklowego. Rozebrano strefę wejściową i zamurowano okna tarasowe. Od 1962 roku dom był w posiadaniu Ministerstwa Bezpieczeństwa Państwowego NRD, początkowo był wykorzystywany jako budynek mieszkalny, a następnie jako budynek gospodarczy. 
Obiekt uznano za zabytek architektury we wrześniu 1977 roku pod numerem 09045503. Pomimo objęcia budynku ochroną konserwatorską dom podupadał, nie przeprowadzano profesjonalnych remontów. Wykorzystywano go jako pralnię do 1989 roku. Od 1990 roku budynek przeszedł pod zarząd urzędu dzielnicy Hohenschönhausen i od tego czasu jest nazywany Domem Miesa van der Rohe. W 1994 roku w ogrodzie ustatwiono rzeźbę Aufsicht um die Kante autorstwa Ruth Baumann. Przeprowadzono rewitalizację i przywrócono jego pierwotny stan w 2002 roku. Od tego czasu w budynku odbywają się wystawy (od czterech do sześciu rocznie), ponadto obiekt został udostępniony do zwiedzania z przewodnikiem za opłatą 5 euro od osoby. W obiekcie prezentowano prace m.in. Gregora Hildebrandta.

## Architektura
Budynek murowany, wybudowano go na planie litery L, dwie części domu są do siebie ustawione pod kątem prostym. Dom nakryto płaskim dachem, w elewacjach dominują duże powierzchnie szklane zestawione ze ścianami pokrytymi czerwonobrązową cegłą. Pomiędzy dwoma częściami obiektu znajduje się taras wyłożony płytami z piaskowca, jest położony na tej samej wysokości, co podłogi domu – nie prowadzą do niego schody, podobnie jak w innym projekcie Ludwiga Miesa van der Rohe – Willi Tugendhatów. Dom pomimo zastosowania oszczędnych środków w pełni wyraża założenia szkoły Bauhausu i Nowej Rzeczowości. 

## Galeria

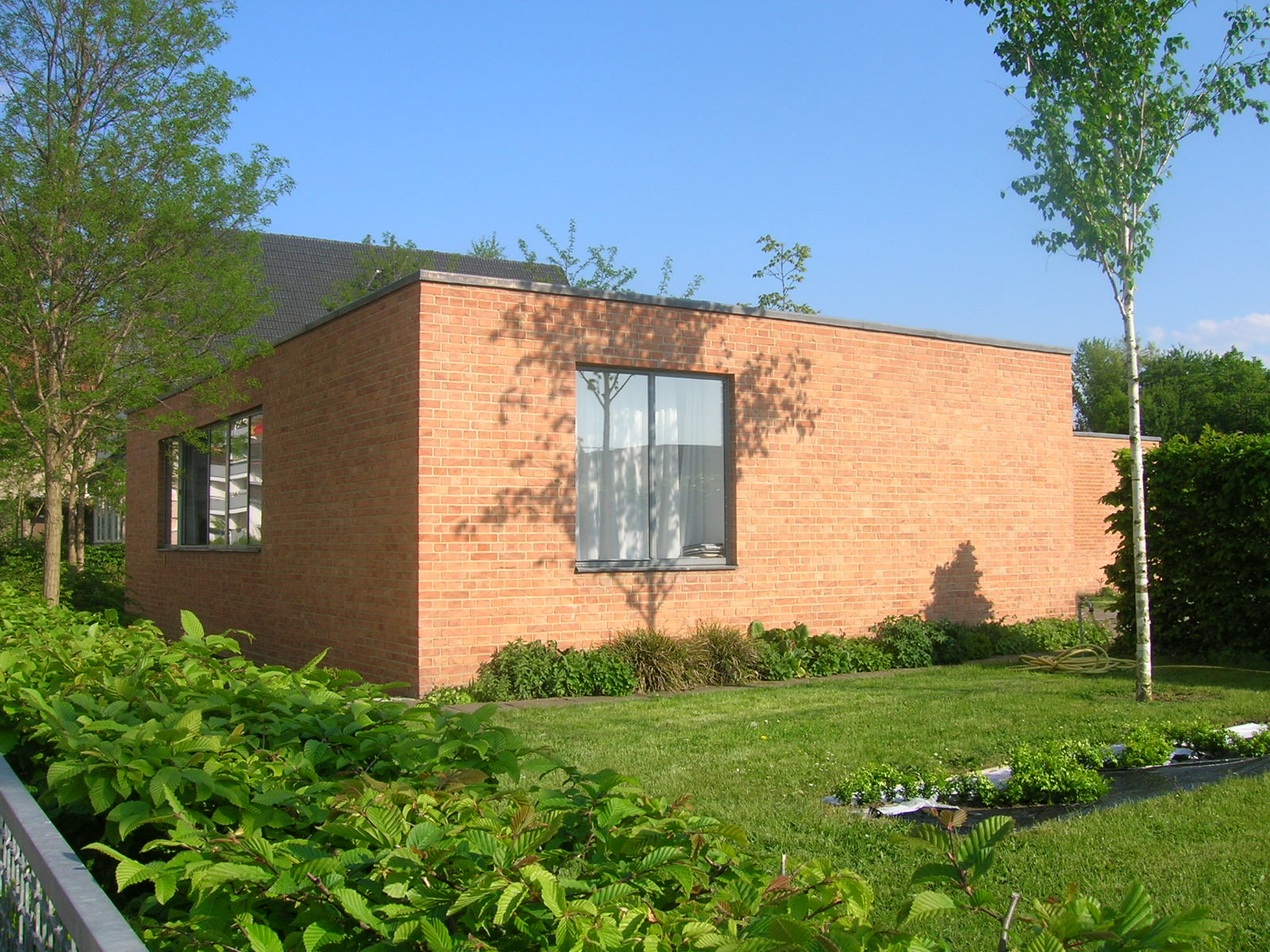
Widok z północnego zachodu (2006)
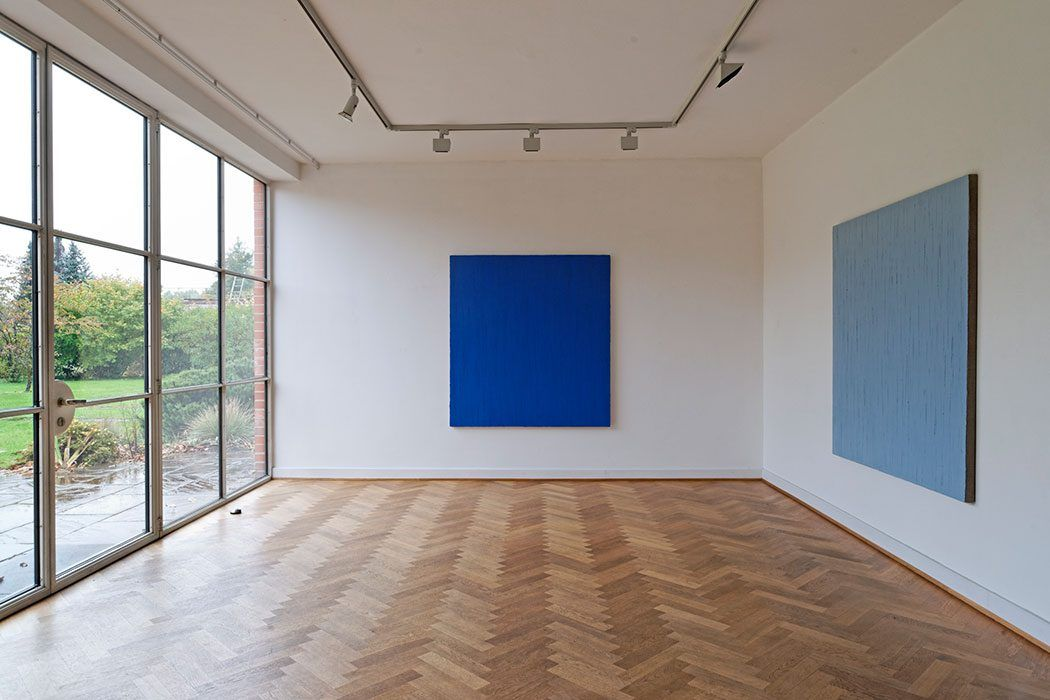
Wnętrze (2018)
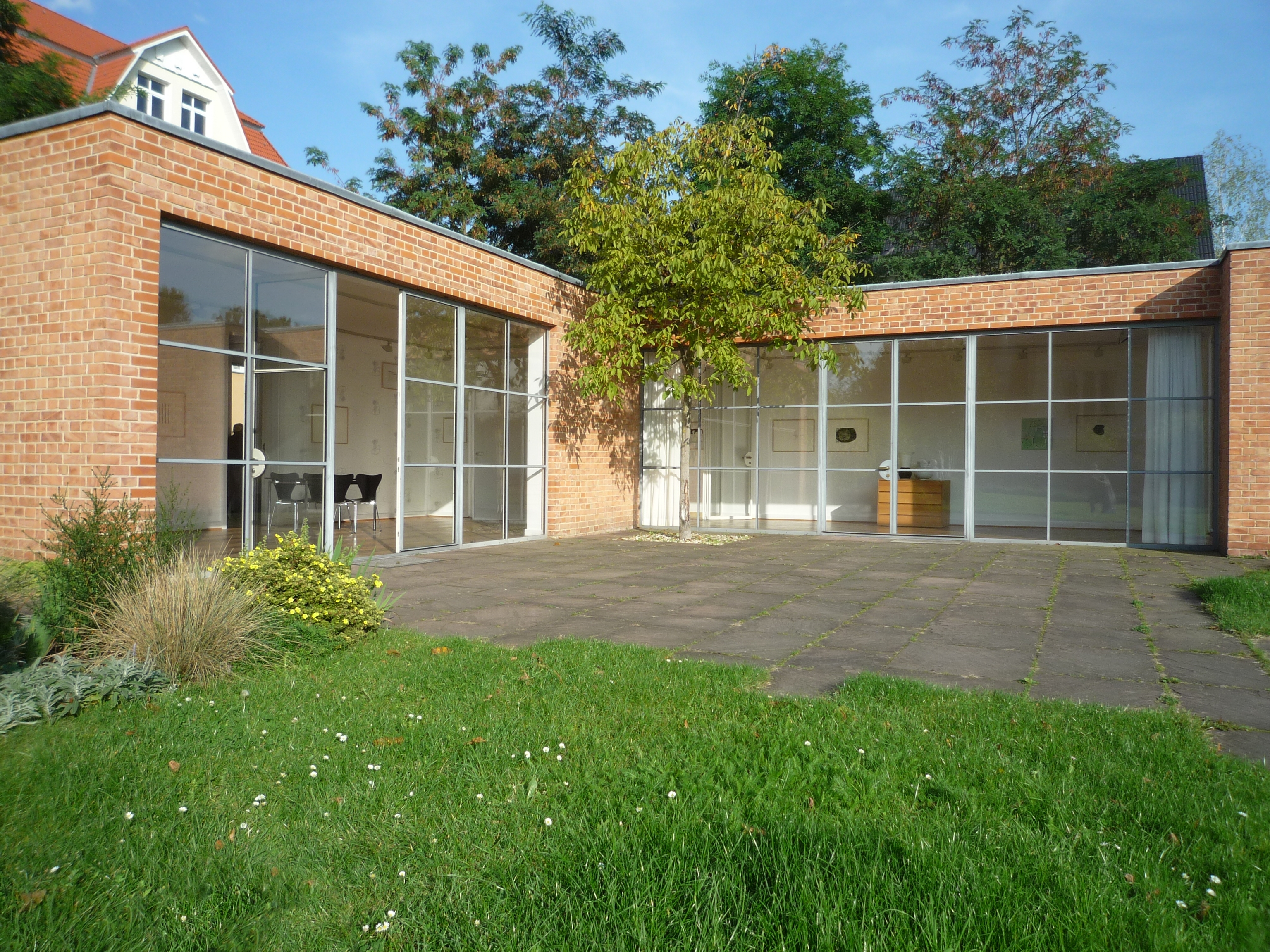
Widok z ogrodu (2011)
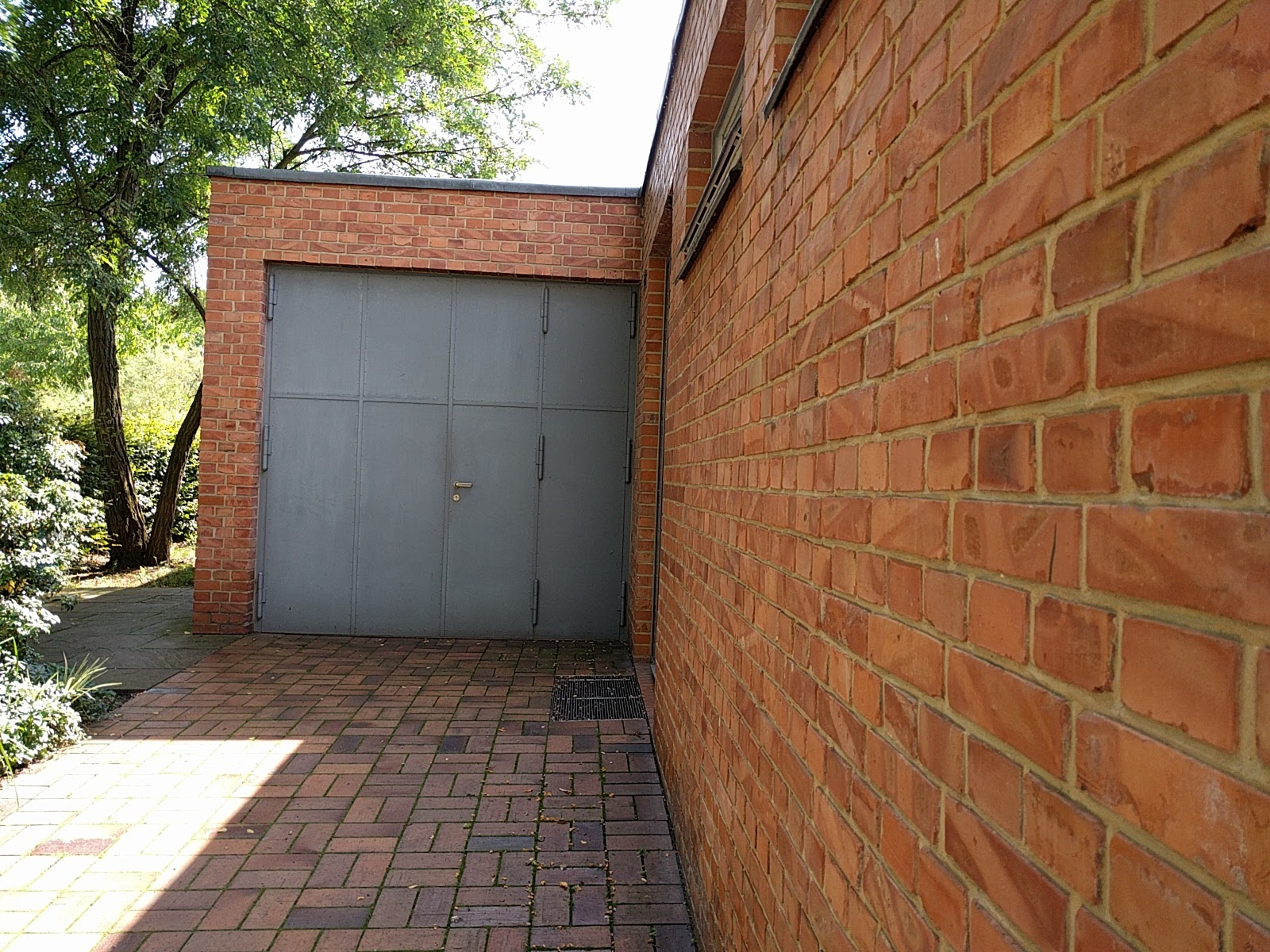
Garaż (2017)